# Herrö, Härjedalen
För andra betydelser, se Herrö.
Herrö är en av Härjedalens äldsta byar och ligger 14 km väster om Sveg i Svegs distrikt (Svegs socken) i Härjedalens kommun. Byn ligger på en halvö i Svegssjön. Innan Svegssjön skapades låg Herrö där Härjån rann ut i Ljusnan.